# Rialma
Rialma is een gemeente in de Braziliaanse deelstaat Goiás. De gemeente telt 10.911 inwoners (schatting 2009).